# Karl Peter Buttler
Karl Peter Buttler ( 1942 - Fráncfort del Meno, 23 de diciembre de 2018) fue un botánico, y orquideólogo alemán.

## Algunas publicaciones
- karl peter Buttler, ralf Hand. 2009. Taxonomische und nomenklatorische Neuigkeiten zur Flora Deutschlands 4. Kochia 4: 185–189. Berlín

- ralf Hand, karl peter Buttler. 2009. Beiträge zur Fortschreibung der Florenliste Deutschlands (Pteridophyta, Spermatophyta) – Dritte Folge. Kochia 4: 179–184. Berlín

- karl peter Buttler, thomas Raus. 2009. Amaranthus quitensis. En: Ralf Hand (editor): Supplementary notes to the flora of Cyprus VI. Willdenowia 39: 301–325. Berlín

- 2009. Bericht über das Vorkommen von Linaria genistifolia bei Großauheim. Hessische Floristische Briefe 58{1/2}: 12–13. Darmstadt

- 2009. Fundmeldungen: Neufunde – Bestätigungen – Verluste. Nº 1177, 1489–1500. Botanik und Naturschutz in Hessen 22: 167–169. Frankfurt am Main

- 2009. Vermischte Notizen zur Benennung hessischer Pflanzen. Achter Nachtrag zum „Namensverzeichnis zur Flora der Farn- und Samenpflanzen Hessens“. Botanik und Naturschutz in Hessen 22: 143–163. Frankfurt am Main

- karl peter Buttler, ralf Hand. 2008. Liste der Gefäßpflanzen Deutschlands. Kochia, Beiheft 1: 1–107. Berlín

- ralf Hand, karl peter Buttler. 2008. Taxonomische und nomenklatorische Neuigkeiten zur Flora Deutschlands 3. Kochia 3: 99–105. Berlín

### Libros
- 1990. Guide de la flore méditérranéenne. Guides du naturaliste. Ed. Delachaux et Niestlé. 287 pp. ISBN 2603007319 Reimpreso en 2010 como Guide de la flore méditerranéenne: Caractéristiques, habitat, distribution et particularités de 536 espèces

- 1991. Field Guide to Orchids of Britain and Europe. Ed. Crowood Press. 288 pp. ISBN 1852235918

- La abreviatura «Buttler» se emplea para indicar a Karl Peter Buttler como autoridad en la descripción y clasificación científica de los vegetales.[1]